# Qi Baishi

Qí Báishí (齊白石, også Ch'i Pai-shih) (født 1. januar 1864, død 16. september 1957) var en kinesisk kunstmaler.

## Biografi
Han blev født i en bondefamilie fra Xiangtan, Hunan. Som dreng vogtede han bøfler; men da han blev anset for at være uegnet til at drive landbrug, blev han i stedet sat i lære hos en tømrer og siden hos en billedskærer. Da han var sidst i tyverne, opsøgte han lokale kunstnere for at lære mere om malerkunst, grafik, kalligrafi og stempel-, signet- eller segl-kunst, en årtusind gammel kinesisk teknik, sammenlignelig med Ex Libris-kunsten. Alle kinesiske malere havde eget segl, hvor teksten blev skåret i hårde, uforgængelige stenarter. Qi Báishi skar sine egne segl: han skar over trehundrede til eget brug.
Fra 1917 var han bosat i Beijing.
Qi Báishi opnåede sin første berømmelse med sine digte, allerede inden han var fyldt 30 år. Han studerede poesi ved at fordybe sig i Tang-dynastiets to store digtere Tu Fu og Li Po. Senere blev han en af de mest internationalt kendte og betydningsfulde kinesiske malere, kendt for sin impressionistiske og ofte legende stil i værkerne, udført med tusch i zinnober og få andre rene farver på fugtet papir. Blandt hans mange forskellige motiver var dyr, landskaber, blomster, figurer, legetøj og grøntsager.

## Tilknytning til Danmark
Den danske kunstnersammenslutning Corner inviterede i 1951 en række kinesiske malere som gæsteudstillere, heriblandt Qi Báishi. Han modtog i 1953 en invitation til medlemskab og nåede at udstille på Corner som medlem i 1954. I 1958 blev en større mindeophængning af hans værker vist på Corner på Charlottenborg.

## Ærestitler
I 1953 blev han valgt som formand for Kinesiske Kunstneres Sammenslutning.